# Michaela Burdová
Michaela Burdová (* 8. září 1989, Příbram), občanským jménem Michaela Prošková, je česká spisovatelka, která napsala fantasy trilogii Poselství jednorožců, tetralogii Křišťály moci a dilogie Syn pekel a Volání sirény. Vystupuje občas také pod pseudonymem Nelien. V roce 2020 se provdala, nicméně knihy nadále hodlá publikovat pod svým dívčím jménem.
Vyrostla v Sestrouni u Příbrami, absolvovala Střední ekonomickou školu v Sedlčanech. Kromě psaní se také věnuje kreslení a malbě. Miluje zvířata, ráda čte a to především fantasy literaturu. První dílo Poselství jednorožců začala psát už v 16 letech.
Její tvorba se vyznačuje typickými prvky fantasy literatury: fiktivními světy, fantazijními bytostmi (draci, elfové atd.) a kouzly. Kvůli jejímu vegetariánskému přesvědčení se v jejích knihách objevují také i vegetariánské podtexty.
Koncem roku 2010 vyšel první díl trilogie Poselství jednorožců v srbském nakladatelství Evro Giunti.

## Ocenění
- 3. místo v ceně dětí ankety SUK za rok 2009 za knihu Záchrana Lilandgarie[5]
- nominace na Zlatou knihu 2009 - trilogie Poselství jednorožců[6]
- nominace na Zlatou knihu 2009 - kategorie Autoři[6]

## Dílo

### Poselství jednorožců
- Strážci dobra, Fragment, 2008
- Zrádné hory Dragor, Fragment, 2008
- Záchrana Lilandgarie, Fragment, 2009
- Snížkova dobrodružství, Fragment, 2016

### Křišťály moci
- Zrada temného elfa, Fragment, 2010
- Hněv Pána ohně, Fragment, 2011
- Věž zkázy, Fragment, 2011
- Minotaurus, Fragment, 2012
- Terienina minulost, e-kniha, 2013

### Syn pekel
- Vlčí krev, Fragment, 2013
- V moci démonů, Fragment, 2013

### Volání sirény
- Prokletí, Fragment, 2014
- Pomsta, Fragment, 2015

### Další díla
- Dcera hvězd, Klika, 2017
- 4 kroky jak napsat knihu, 2017

### Rozpracované dílo
- Znamení draka